# 오치정 (이시카와현)
오치정(邑知町)은 이시카와현 하쿠이군에 설치되었던 정이다.

## 지리
- 현재의 하쿠이시에 해당한다.
- 서쪽은 오치호 연변의 평야, 구릉지대, 동쪽은 도야마 현과 접했다.